# کوکوسنگ‌چشم کوچک
کوکوسنگ‌چشم کوچک (نام علمی: Lalage fimbriata) گونه‌ای از پرندگان خانواده کوکوسنگ‌چشمان (Campephagidae) که در برونئی، اندونزی، مالزی، میانمار، سنگاپور و تایلند یافت می‌شود.